# 1801 California Street
Le 1801 California Street  est un gratte-ciel situé à Denver dans le Colorado aux États-Unis. Il culmine à 216 mètres de haut et fut de 1983 à 1984, le plus haut bâtiment de la ville de Denver avant d'être détrôné par le Republic Plaza.
Il est le quartier général de la compagnie américaine Qwest Communications ce pourquoi on le surnomme parfois la Qwest Tower (Tour Qwest).
Dessiné par le bureau d'études Metz, Train & Youngren, le bâtiment possède 52 étages.
Ce gratte-ciel a été utilisé dans la série américaine Dynasty, il représentait la société pétrolière "COLBYCO OIL AND CO", dirigé par Alexis Colby (Joan Collins).